# 狛江駅
狛江駅（こまええき）は、東京都狛江市東和泉一丁目にある、小田急電鉄小田原線の駅である。駅番号はOH 16。

## 概要
駅名称は自治体名「狛江」から取られた。
旧・小田原急行鉄道路線計画時にはなかったが、住民の要望で新設された請願駅である。このため駅開設は路線開通より2か月遅れている。狛江市中心部に位置するが、駅周辺は住宅が密集していたため大規模商業施設やバスターミナル新設が困難であった。路線高架化事業に伴い、駅前再開発事業も行われ、駅前施設「エコルマ」および北口ロータリーが完成した。
「成城学園前管区成城学園前管内」に属する。
狛江市内の駅は、当駅・和泉多摩川駅のみである。なお、喜多見駅はホームの一部が狛江市内となっているが、登記上の所在地は世田谷区となっている。

## 歴史

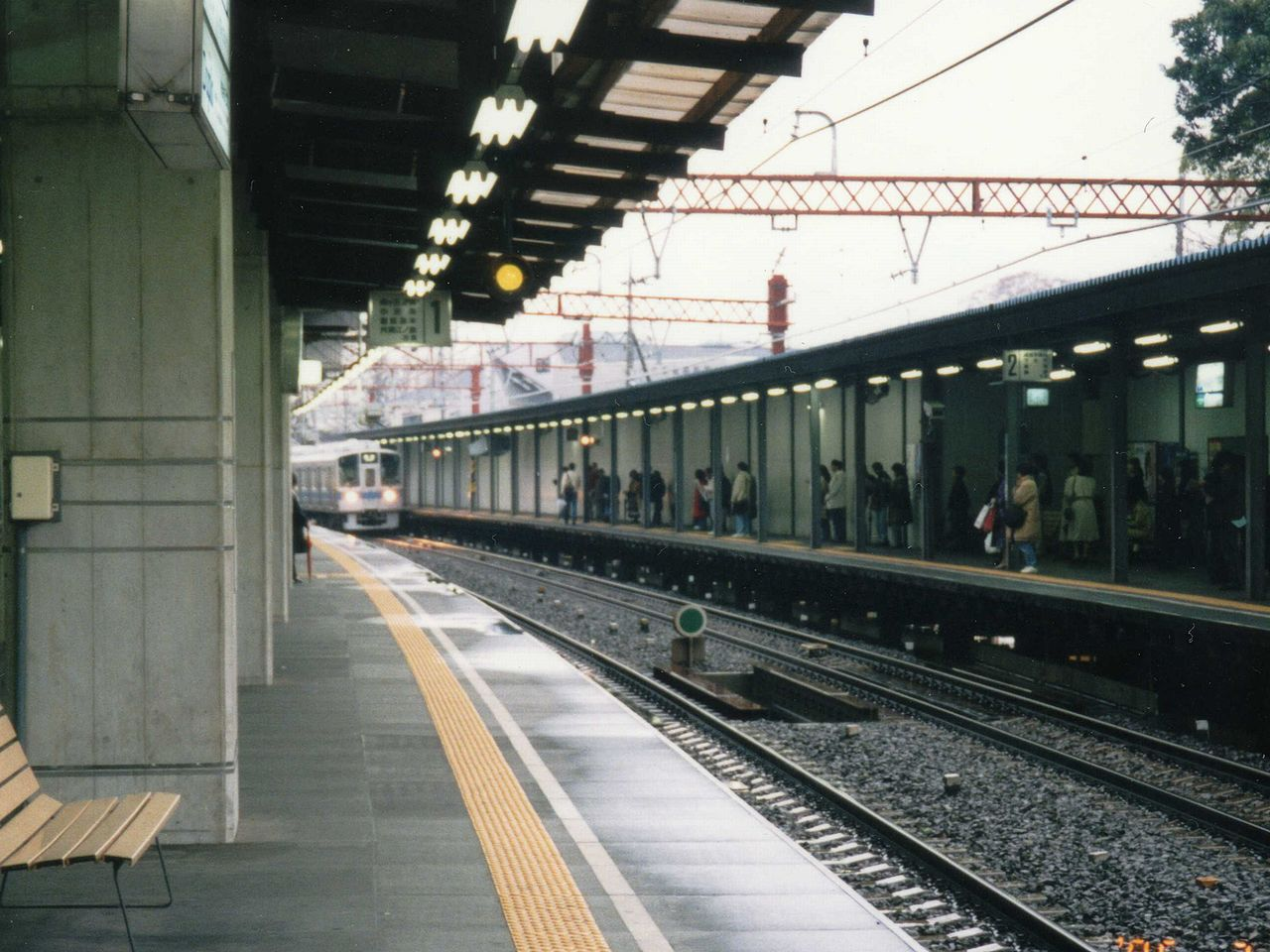
高架化直前の狛江駅構内（1995年3月25日）

### 年表
- 1927年（昭和2年）5月27日：開設[2]。当初は多摩川駅（現・和泉多摩川駅）のみ開設予定であったが、同駅が市の中心部から離れていることから村内中心部への新駅建設を望む陳情書が村側から出され、拒絶した小田急側に対し、村は停留所と用地を地元の募金で買収し小田急に寄付することで駅新設の合意を取付け、当駅開設が実現した[3]。
- 1937年（昭和12年）9月1日：片瀬江ノ島駅行「直通」の停車駅となる（小田原方面行「直通」は通過）。
- 1948年（昭和23年）9月：桜準急新設、停車駅となる。
- 1951年（昭和26年）4月：準急の停車駅となる。
- 1964年（昭和39年）11月5日：準急の通過駅となる。
- 1989年（平成元年）7月：喜多見駅 - 和泉多摩川駅間複々線化工事着工。
- 1995年（平成7年）3月26日：高架化（上り線は仮設ホームで営業）[4][5]。
- 1996年（平成8年）12月1日：上り線ホームを本設ホームへ移設[4]。
- 1997年（平成9年）
  - 4月27日：現駅舎使用開始[6][7]。
  - 6月23日：複々線使用開始[8]。
- 1998年（平成10年）5月28日：小田急マルシェオープン[9]。
- 2004年（平成16年）12月11日：区間準急新設、停車駅となる[10]。
- 2013年（平成25年）9月1日：接近メロディが狛江市の歌である「水と緑のまち」に変更[11]。
- 2014年（平成26年）1月：駅ナンバリングが導入され、使用を開始[12]。
- 2016年（平成28年）3月26日：区間準急廃止、再度各停のみ停車となる[13]。
- 2018年（平成30年）3月17日：54年振りに準急の停車駅となる[14]。東京メトロ千代田線直通列車（各停・準急）停車開始。

### 駅名の由来
駅が所在している自治体の名称「狛江」より（狛江の由来については諸説ある）。

## 駅構造

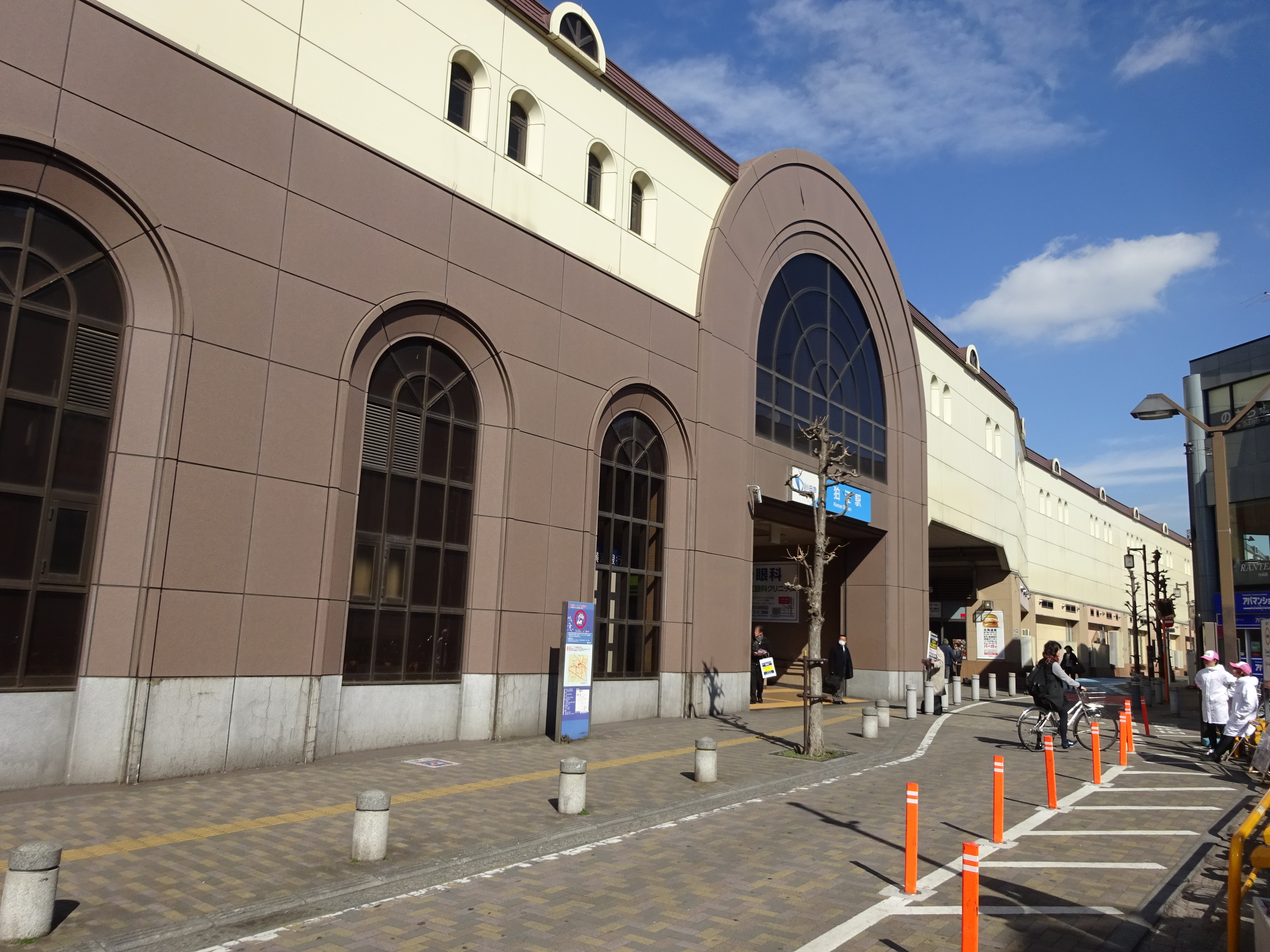
南口（2016年2月）

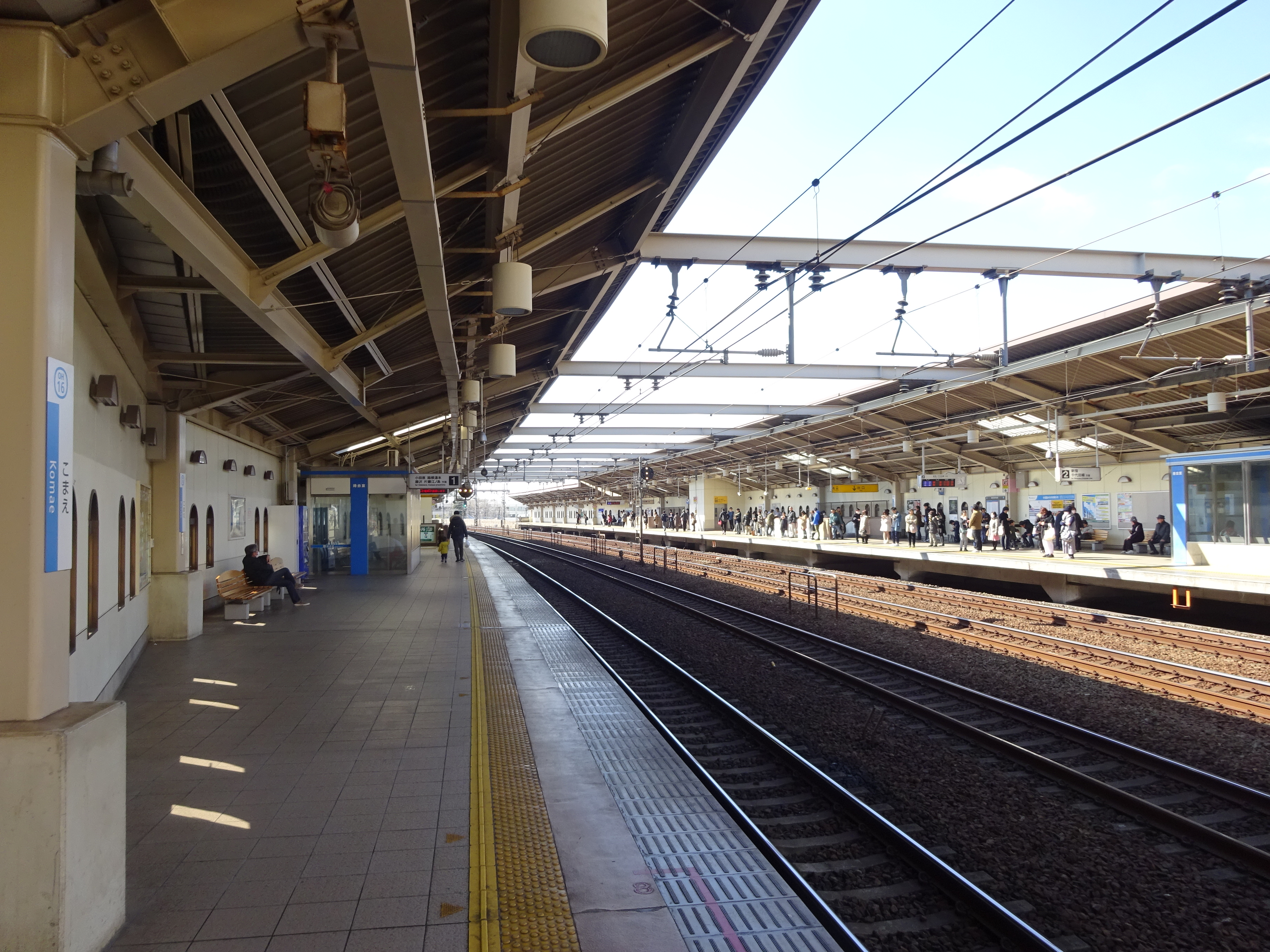
1番ホーム（2016年2月）

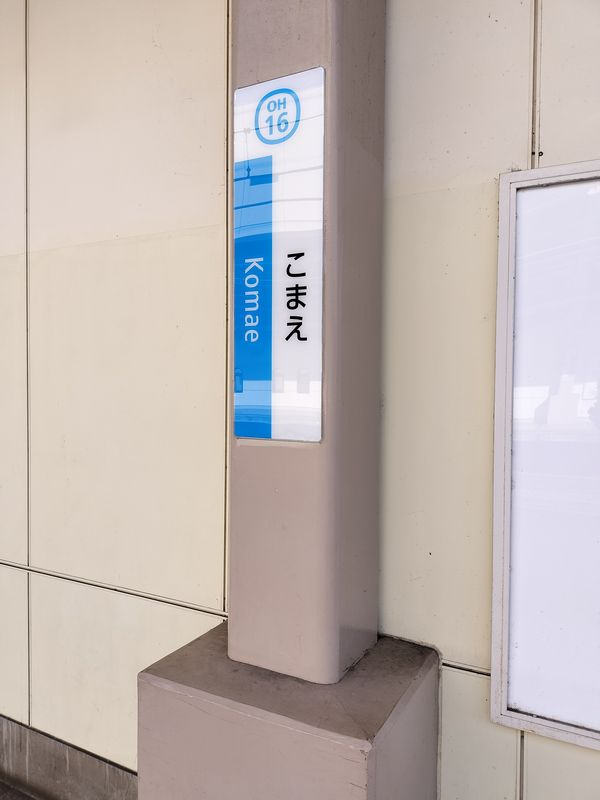
シンボルカラーはブラウン

間に通過線を挟んだ相対式ホーム2面4線を有する高架駅である。線路・ホームは高架上、改札口は地上にある。複々線区間であるため。各停の動きに関わらず、特急ロマンスカー・快速急行・急行などが追い越すことが可能。
改札口は喜多見駅側に1か所あり、北側と南側、および改札正面の公共通路への出口がある。臨時改札口はない。屋根はホーム全面を覆っているが、線路部分は覆っていない。駅舎両脇の高架下を商業施設、駐輪場として利用している。
世田谷区内をほぼ直線状に進んで来た路線が、多摩川橋梁に合わせてカーブする途上にあるため、ホームは緩やかにカーブしている。
駅舎デザインは、内側外側共に改札階は薄い茶色、ホーム階は白色が基調となっている。出入り口付近の装飾（駅名が掲げてある箇所）、改札階窓枠、およびホーム階の窓枠は、濃い茶色で、上部が半円状のデザインに統一されている。隣の和泉多摩川駅では、淡いグリーン色、上部が三角形となっており、両駅間デザイン上の差異となっている。

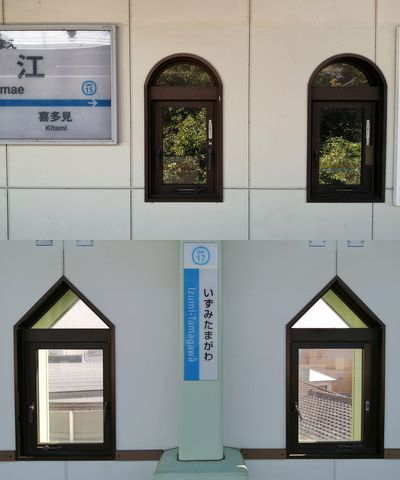
和泉多摩川駅との比較

また、旅客上屋（屋根）については、喜多見駅等の世田谷区内の新設高架駅では、横から見て丸みを帯びたものに統一されているが、狛江市内にある狛江駅と和泉多摩川駅は、直線状のものに統一されている。

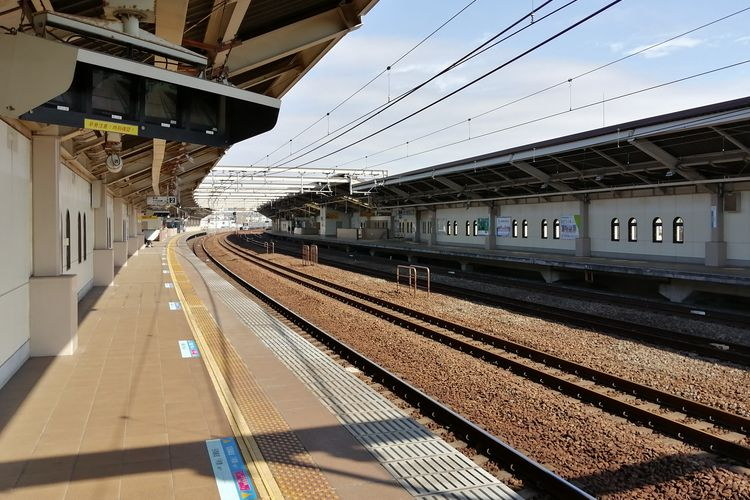
2番ホーム西端より東側を見る（2021年2月）

### のりば
| ホーム | 路線      | 方向 | 軌道   | 行先                   |
| ------ | --------- | ---- | ------ | ---------------------- |
| 1      | 小田原線  | 下り | 緩行線 | 小田原・片瀬江ノ島方面 |
| 通過線 | □小田原線 | 下り | 急行線 | （下り列車通過）       |
| 通過線 | □小田原線 | 上り | 急行線 | （上り列車通過）       |
| 2      | 小田原線  | 上り | 緩行線 | 新宿・ 千代田線方面    |

※下り東北沢駅 - 登戸駅間、上り向ヶ丘遊園駅 - 東北沢駅間急行線・緩行線は原則として以下の通りに使い分けられている。
〔急行線〕
□特急ロマンスカー・■快速急行・□通勤急行・■急行が使用する。成城学園前駅 - 経堂駅間のみ□通勤準急も使用する。
〔緩行線〕
■準急・■各停が使用する。□通勤準急も上記以外の区間で使用する。
但し、千代田線直通上り■急行は、経堂駅以東で緩行線を使用する。

### 出入口
- 北口：改札階と駅前は同一レベルで連続して繋がっており、段差を気にすることなく移動可能。
- 南口・正面口：改札階と駅前間に階段・スロープがある。

### 旧駅舎
駅舎・線路共に地上にあった。駅舎は下りホーム側にあり、両ホームは跨線橋で連絡していた。上りホームには臨時改札口があった。

### 駅設備

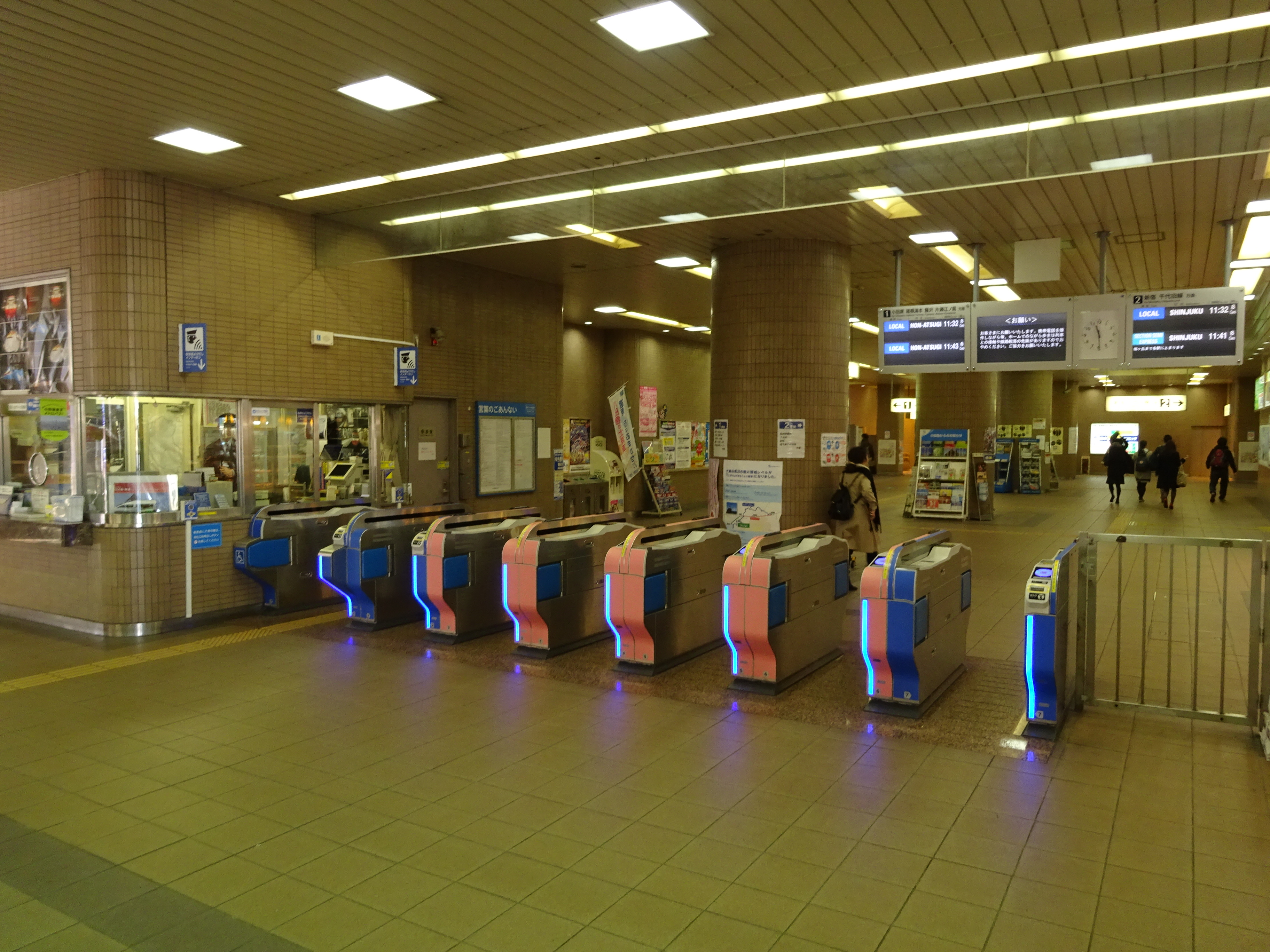
南口（2016年2月）

駅舎は1990年代に出来たため、設備は比較的充実している。多目的トイレはオストメイトに対応している。
- トイレ：改札内（上り線の直下付近）にある。女性用、多目的トイレ、男性用がある。
- 水飲み場：各ホームに1か所ずつ、合計2か所ある。
- 休憩コーナー：改札内側に2か所ある（旧・喫煙所）。
- 待合室：各ホームに1か所ずつ、計2か所が2004年（平成16年）秋に新設された。
- エレベーター：改札階と各ホーム階を連絡する。ホーム毎各1基の合計2基がある。
- エスカレーター：改札階と各ホーム階を連絡する。両方向各1基の合計4基がある。

### 商業設備・施設
- 売店：セブン-イレブンが改札外側に1店舗ある。
- 飲食店
  - 生そば箱根
    - 改札内側と駅外側の両側に出入口があるが、生そば箱根側は改札内側からの出入りが出来ない。
- ATMコーナー：改札外に2か所ある。
  - 三井住友銀行：エイティエムサービス東日本支店狛江出張所。
  - 横浜銀行：登戸支店小田急狛江駅出張所。
- 公衆電話：改札内に2か所ある。
- コインロッカー：改札外側に1か所ある。
- スピード写真：改札外側に1か所ある。
- サーティワンアイスクリーム　小田急マルシェ狛江店

## 利用状況
2024年度（令和6年度）の1日平均乗降人員は44,674人であり、小田急線全70駅中25位。
近年の1日平均乗降・乗車人員の推移は以下の通り。
| 年度               | 1日平均 乗降人員 | 1日平均 乗車人員 | 出典     |
| ------------------ | ---------------- | ---------------- | -------- |
| 1948年（昭和23年） | 3,570            |                  |          |
| 1990年（平成02年） |                  | 22,126           | [ * 1 ]  |
| 1991年（平成03年） | 44,808           | 22,372           | [ * 2 ]  |
| 1992年（平成04年） |                  | 22,079           | [ * 3 ]  |
| 1993年（平成05年） |                  | 21,841           | [ * 4 ]  |
| 1994年（平成06年） |                  | 21,441           | [ * 5 ]  |
| 1995年（平成07年） |                  | 21,615           | [ * 6 ]  |
| 1996年（平成08年） |                  | 21,614           | [ * 7 ]  |
| 1997年（平成09年） |                  | 21,474           | [ * 8 ]  |
| 1998年（平成10年） |                  | 22,197           | [ * 9 ]  |
| 1999年（平成11年） |                  | 21,648           | [ * 10 ] |
| 2000年（平成12年） |                  | 21,433           | [ * 11 ] |
| 2001年（平成13年） |                  | 21,342           | [ * 12 ] |
| 2002年（平成14年） | 42,093           | 21,093           | [ * 13 ] |
| 2003年（平成15年） | 41,718           | 20,964           | [ * 14 ] |
| 2004年（平成16年） | 41,632           | 20,945           | [ * 15 ] |
| 2005年（平成17年） | 41,997           | 21,082           | [ * 16 ] |
| 2006年（平成18年） | 42,533           | 21,425           | [ * 17 ] |
| 2007年（平成19年） | 43,450           | 21,779           | [ * 18 ] |
| 2008年（平成20年） | 43,594           | 21,797           | [ * 19 ] |
| 2009年（平成21年） | 43,202           | 21,597           | [ * 20 ] |
| 2010年（平成22年） | 42,738           | 21,329           | [ * 21 ] |
| 2011年（平成23年） | 42,102           | 21,003           | [ * 22 ] |
| 2012年（平成24年） | 43,031           | 21,476           | [ * 23 ] |
| 2013年（平成25年） | 44,158           | 22,049           | [ * 24 ] |
| 2014年（平成26年） | 44,947           | 22,403           | [ * 25 ] |
| 2015年（平成27年） | 45,650           | 22,754           | [ * 26 ] |
| 2016年（平成28年） | 46,431           | 23,137           | [ * 27 ] |
| 2017年（平成29年） | 46,890           | 23,364           | [ * 28 ] |
| 2018年（平成30年） | 48,346           | 24,090           | [ * 29 ] |
| 2019年（令和元年） | 48,921           | 24,374           | [ * 30 ] |
| 2020年（令和02年） | 36,661           | 18,301           | [ * 31 ] |
| 2021年（令和03年） | 38,851           |                  |          |
| 2022年（令和04年） | 41,774           |                  |          |
| 2023年（令和05年） | 43,389           |                  |          |
| 2024年（令和06年） | 44,674           |                  |          |

## 駅周辺
北口・南口にそれぞれ駅前広場・ロータリーがある。北口ロータリーは狛江通りに、南口ロータリーは世田谷通りに通ずる。また、高架下には商業施設小田急マルシェ狛江がある。
2018年（平成30年）4月より狛江交番隣にある空地は「えきまえ広場」としてイベントなどに開放されている。

### 北口
- 狛江エコルマホール
- Odakyu OX 狛江店
- 警視庁調布警察署 狛江交番
- みずほ銀行 狛江支店
- 狛江市役所
- 狛江市立中央公民館・中央図書館
- 狛江弁財天池特別緑地保全地区
- 泉龍寺
- 狛江市立狛江第三中学校

### 南口
- 狛江駅前郵便局：同局の風景印の図案に狛江駅北口が使用されている[24]。
- 城南信用金庫 狛江支店
- きらぼし銀行 狛江支店
- JAマインズ 狛江支店
- 三和 狛江店
- 狛江市立清水川公園

### 小田急マルシェ
ダイソー狛江店や啓文堂書店狛江店などが出店する。出店テナントの一覧・詳細情報は公式サイト「店舗一覧」を参照。

### バス路線
狛江駅北口
小田急バス・京王バス路線が駅前ロータリーへ乗り入れる。
| のりば | 運行会社 | 系統・行先                                       | 経由地                                                         | 備考                                     |
| ------ | -------- | ------------------------------------------------ | -------------------------------------------------------------- | ---------------------------------------- |
| 0      | 小田急   | 成05系統 成城学園前駅西口ゆき                    | 和泉狛江消防署・仙川駅入口                                     | 深夜バス含む                             |
| 0      | 小田急   | 渋26系統 渋谷駅ゆき                              | 喜多見駅入口・砧中学校下・成育医療研究センター・上町・三軒茶屋 |                                          |
| 0      | 小田急   | 成城学園前駅西口ゆき                             | 喜多見駅入口・砧中学校下                                       |                                          |
| 0      | 小田急   | 狛01系統 多摩川住宅中央ゆき                      |                                                                | 深夜バスは3番のりば                      |
| 0      | 小田急   | 玉08系統 二子玉川駅ゆき                          | 喜多見駅入口・砧中学校下・吉沢                                 | 朝方のみ中耕地経由                       |
| 0      | 京王     | 丘31系統 つつじヶ丘駅ゆき                        | 和泉狛江消防署・神代団地北口                                   |                                          |
| 1      | 小田急   | 境91系統 武蔵境駅南口ゆき                        | 松原・狛江営業所・慈恵医大第三病院前・国領駅・調布駅北口       |                                          |
| 1      | 小田急   | 渋26系統 調布駅南口ゆき                          | 松原・狛江営業所・慈恵医大第三病院前                           |                                          |
| 1      | 小田急   | 調布駅南口ゆき                                   | 松原・狛江営業所・慈恵医大第三病院前                           |                                          |
| 1      | 小田急   | 玉08系統 調布駅南口ゆき                          | 松原・狛江営業所・慈恵医大第三病院前                           |                                          |
| 1      | 京王     | 丘31系統 調布駅南口ゆき                          | 松原・狛江営業所・慈恵医大第三病院前                           |                                          |
| 2      | 小田急   | こまバス 狛江市内循環（北ルート） 狛江駅北口ゆき |                                                                |                                          |
| 2      | 小田急   | こまバス 狛江市内循環（北ルート） 狛江駅北口ゆき | 慈恵医大第三病院前                                             |                                          |
| 2      | 小田急   | こまバス 狛江市内循環（南ルート） 狛江駅北口ゆき | 和泉多摩川駅・南部地域センター                                 |                                          |
| 2      | 小田急   | 臨時 味の素スタジアムゆき                        |                                                                | 直行便がJリーグ試合時のみ運行            |
| 3      | 小田急   | 狛江営業所ゆき                                   | 松原                                                           | 深夜バス含む                             |
| 3      | 小田急   | 狛01系統 慈恵医大第三病院前ゆき                  | 松原・狛江営業所                                               |                                          |
| 3      | 小田急   | 狛01系統 狛江営業所ゆき                          | 松原                                                           |                                          |
| 3      | 小田急   | 狛01系統 多摩川住宅中央ゆき                      |                                                                | 深夜バスのみ、日中便は0番のりば          |
| 3      | 小田急   | 狛02系統 国領駅ゆき                              | 松原・狛江営業所・慈恵医大第三病院前                           | 境91系統の区間便、夜間のみ、深夜バス含む |

狛江駅南口
南口より若干和泉多摩川駅寄りの駅前ロータリーへ乗り入れる。かつては以下の小田急バス路線の他に不定期ながら京王閣行京王バスが運行されていた。
- 狛11系統 喜多見住宅ゆき
- 狛12系統 宇奈根ゆき

## 隣の駅
小田急電鉄
 小田原線

■快速急行・□通勤急行・■急行・□通勤準急
通過
■準急・■各駅停車
喜多見駅 (OH 15) - 狛江駅 (OH 16) - 和泉多摩川駅 (OH 17)